# 滝本坊乗鎮
滝本坊 乗鎮（たきもとぼう じょうちん、生没年不詳）は、江戸時代の書家。号は不生軒。

## 経歴・人物
和様書道の流派の一つである松花堂流（滝本坊流）の四代目。